# Estadi La Murta
El Camp de la Murta és un estadi de futbol situat al municipi valencià de Xàtiva (la Costera). Compta amb una capacitat de 9.000 espectadors, 2.000 seients en preferent cobert 
i 7.000 seients en general descobert. És el camp on disputa els seus partits el CD Olímpic de Xàtiva. Està homologat per la FIFA per disputar partits internacionals.

## Història
Va ser inaugurat l'any 1922 en un partit contra l'Sporting de Gijón. Amb el pas del temps ha patit diverses remodelacions, la principal el 1960, a la qual van seguir altres més recents fins a adquirir el seu aspecte actual. Així, en el primer semestre de l'any 1990 es va construir la graderia de tribuna, el 8 d'abril de 1998 s'inauguraren els nous vestidors, l'any 2000 es col·locà la coberta de la graderia de tribuna, el 2002 es col·locaren els seients de plàstic en la tribuna i el nou rellotge-marcador electrònic, i en 2005 s'inaugurà la gespa artificial.

## Característiques
- Marcador electrònic
- Rellotge electrònic
- Megafonia
- Llum artificial
- Gespa artificial d'última generació.
- Seients de plàstic
- Túnel de vestidors
- Llotja d'Autoritats.
- Porteries d'alumini.
- Sistema de reg de 9 aspersors